# Waltari (band)
 For alternative betydninger, se Waltari. (Se også artikler, som begynder med Waltari)
Waltari er en finsk rockgruppe, dannet i 1986. Navnet er hentet fra forfatteren Mika Waltari.

## Diskografi

### Album
- 1991 – Monk Punk
- 1992 – Torcha!
- 1994 – So Fine!
- 1995 – Big Bang
- 1996 – Yeah! Yeah! Die! Die! Death Metal Symphony in Deep C
- 1997 – Space Avenue
- 1999 – Radium Round
- 2000 – Channel Nordica
- 2004 – Rare Species
- 2005 – Blood Sample
- 2007 - Release Date
- 2009 - Below Zero
- 2011 - Covers All
- 2015 - You Are Waltari
- 2020 - Global Rock

### EP
- 1989 – Mut Hei
- 2001 – Back To Persepolis

### Samleplater
- 1993 – Pala Leipää
- 1998 – Decade